# Guadalupe Acosta Naranjo
Guadalupe Acosta Naranjo (Juan José Ríos, Guasave, Sinaloa; 3 de junio de 1964) es un sindicalista, activista, economista y político mexicano. Fue miembro del Partido de la Revolución Democrática. Se desempeñó como diputado federal de ese partido en dos ocasiones: entre 2009 y 2012, así como entre 2015 y 2018. Entre 2011 y 2012 sirvió como presidente de la Cámara de Diputados.

## Biografía
Licenciado en Economía,fue dirigente cañero durante su periodo como líder sindical de los cañeros logró la independencia del sindicato de la CTM y la CNC, centrales sindicales del PRI en Nayarit, fue líder estudiantil en la Universidad Autónoma de Nayarit por parte de la Escuela de Economía, posteriormente fue miembro fundador del PRD, diputado local a los 24 años, candidato a la presidencia municipal de Tepic, Nayarit, en dos ocasiones diputado local donde coordinó al grupo parlamentario del PRD, en 1991 fue Subsecretario de Gobierno en Nayarit. Posteriormente fue Subsecretario General del PRD, Secretario de Organización, Secretario de Planeación del PRD y Secretario General hasta ser electo presidente internio del PRD.
En agosto de 2002 fue arrestado por agentes de la Procuraduría General de la República por delitos de materia electoral cometidos el 20 de marzo de 1996. Se acusó que fue por causas personales del entonces gobernador de Nayarit, Antonio Echevarría Domínguez. [cita requerida] Posteriormente Guadalupe quedaría en libertad pues no se mostró ninguna prueba de lo que fue acusado.
El 3 de mayo de 2008 en una sesión de Consejo Nacional los bloques partidistas de Nueva Izquierda y Alternativa Democrática Nacional eligieron a Guadalupe Acosta Naranjo como presidente interino del partido y a Martha Dalia Gastélum, secretaria general. Su elección generó polémica entre los miembros del equipo de Alejandro Encinas, por lo que fue impugnada ante la Comisión Nacional de Garantías del PRD, donde quedó resuelta a favor del aún presidente del partido. 
En mayo de 2016 Acosta se unió al proyecto de Francisco Cabeza de Vaca y su candidatura a la gobernatura de Tamaulipas.
En agosto de 2021 fue nombrado representante en la CDMX del estado de Tamaulipas por el entonces gobernador Cabeza de Vaca.